# Newton metru
Newton metrul (numit și newton-metru sau newtonmetru; cu simbolul N⋅m sau N m) este o unitate pentru momentul unei forțe în sistemul SI. Un newton-metru este egal cu momentul rezultat dintr-o forță de un newton aplicată perpendicular la capătul unui braț care are lungimea de un metru. În unele lucrări se întâlnește notația nestandard Nm.